# Вандерс, Эрна
Эрна Вандерс (нидерл. Erna Wanders; р. 24 августа 1969, Дренте) — нидерландская шашистка. Национальный мастер среди женщин, международный мастер среди женщин. Участница 4 чемпионатов мира среди женщин (1989, 1995, 1997 и 2001, лучший результат — 6 место), участница двух чемпионатов Европы среди женщин (в 2000 и 2002). неоднократная призёрка чемпионатов Нидерландов по шашкам среди женщин.
Выросла на юго-востоке Дренте и теперь живёт в Эммене. Супруг — шашист Ян ван Меггелен. Выступала за клуб
Hijken DTC. За клуб в первой команде отыграла в общей сложности 14 сезонов. За это время сыграла 124 партии (+26, =60, — 38), с процентом 45,16 % набранных очков.
Эрна Вандерс была активной спортсменкой между 1986 и 2004, свою последнюю игру в высших классе сыграла в 2007 г.

## Результаты на чемпионатах мира по международным шашкам
| Год  | Место проведения | Турнир/матч | Результат | Место |
| ---- | ---------------- | ----------- | --------- | ----- |
| 1989 | Росмален         | Турнир      | +4=5-2    | 6     |
| 1995 | Бамако           | Турнир      | +4=7-4    | 10    |
| 1997 | Миньск-Мазовецки | Турнир      | +3=7-3    | 9     |
| 2001 | Велп             | Турнир      | +3=4-2    | 8     |

## Результаты на чемпионатах Европы по международным шашкам среди женщин
| Год  | Место проведения | Результат | Место |
| ---- | ---------------- | --------- | ----- |
| 2000 | Запорожье        | +2=3-3    | 11    |
| 2002 | Вильнюс          | +2=4-3    | 26    |

## Результаты наЧемпионатах Нидерландов по шашкам среди женщин
| Год  | Место проведения | Место                           |
| ---- | ---------------- | ------------------------------- |
| 1989 | Лент             | 2 место, вместе с Петрой Полман |
| 1990 | Росмален         | 3 место                         |
| 1992 | Лент             | 2 место                         |
| 1994 | Реден            | 2 место                         |
| 1995 | Реден            | 2 место, вместе с Делиа Верхуф  |
| 1996 | Реден            | 2 место                         |
| 2001 | Гронинген        | 2 место                         |